# 1787 Chiny
1787 Chiny è un asteroide della fascia principale. Scoperto nel 1950, presenta un'orbita caratterizzata da un semiasse maggiore pari a 3,0021033 UA e da un'eccentricità di 0,0496519, inclinata di 8,91606° rispetto all'eclittica.
Dal 22 settembre 1983, quando 1717 Arlon ricevette la denominazione ufficiale, al 20 dicembre 1983 è stato l'asteroide non denominato con il più basso numero ordinale. Dopo la sua denominazione, il primato è passato a (1834) 1969 QP.
L'asteroide è dedicato all'omonimo comune del Belgio.